# Комягино (Московская область)
Комягино — село в Пушкинском районе Московской области России, входит в состав сельского поселения Царёвское. Население — 54 чел. (2010).

## География
Расположено на севере Московской области, в южной части Пушкинского района, примерно в 8 км к востоку от центра города Пушкино и 19 км от Московской кольцевой автодороги, на левом берегу реки Скалбы бассейна Клязьмы, у границы с Щёлковским районом.
В селе 2 улицы — Лесная и Хуторская, приписано 11 садоводческих товариществ.
В 5 км к западу — Ярославское шоссе М8, в 3 км к югу проходит ветка линии Ярославского направления Московской железной дороги Болшево — Фрязино. Ближайшие сельские населённые пункты — село Левково, деревни Грибово и Невзорово, ближайшая станция — Детская.
Связано автобусным сообщением с районным центром.

## Население
| 1678 | 1704 | 1852 | 1859 | 1890 | 1899 | 1926 |
| ---- | ---- | ---- | ---- | ---- | ---- | ---- |
| 49   | ↘44  | ↗233 | ↗235 | ↘93  | →93  | ↗266 |
| 2002 | 2006 | 2010 |      |      |      |      |
| ↘78  | ↘77  | ↘54  |      |      |      |      |

## История
Деревня Комягино была заселена после 1646 года, когда в неё были перевезены крестьяне вотчин Никиты Ивановича Акинфова — четырёх селений Костромского, Юрьевского и Вологодского уездов.
В 1678 году построена каменная церковь Сергия Чудотворца с приделами святых чудотворцев Макария Желтоводского и Григория Нисского в трапезной.

…церковь Преподобнаго Сергія Радонежскаго Чудотворца въ Московскомъ уѣздѣ, въ Боховѣ стану, что было сельцо Сергѣево, а прежъ сего пустошь Комягино, на рѣчкѣ на Скалбѣ, въ вотчинѣ стольника Никиты Иванова сына Акинфова…— Исторические материалы о церквах и сёлах XVI—XVIII ст.
В 1729 году село Сергиево-Комягино перешло Василию Абрамовичу Лопухину, который в 1749 году продал его графу Алексею Петровичу Бестужеву-Рюмину. В конце XVIII века принадлежала семейству его племянника князя А. Н. Волконского.
В середине XIX века село относилось ко 2-му стану Богородского уезда Московской губернии и принадлежало коллежскому асессору Мещанинову П. М., в селе было 37 дворов, церковь, крестьян 104 души мужского пола и 129 душ женского.
В «Списке населённых мест» 1862 года — владельческое село 2-го стана Богородского уезда по левую сторону Хомутовского тракта (от Москвы по границе с Дмитровским уездом), в 37 верстах от уездного города и 16 верстах от становой квартиры, при реке Скалбе, с 35 дворами, православной церковью и 235 жителями (100 мужчин, 135 женщин).
По данным на 1899 год — село Гребневской волости Богородского уезда с 93 жителями.
В 1913 году — 45 дворов и церковно-приходская школа.
По материалам Всесоюзной переписи населения 1926 года — центр Комягинского сельсовета Щёлковской волости Московского уезда Московской губернии в 4 км от Царёвского шоссе и 9,5 км от станции Пушкино Северной железной дороги, проживало 266 жителей (129 мужчин, 137 женщин), насчитывалось 55 хозяйств, из которых 52 крестьянских, имелась школа 1-й ступени.
С 1929 года — населённый пункт в составе Пушкинского района Московского округа Московской области. Постановлением ЦИК и СНК от 23 июля 1930 года округа как административно-территориальные единицы были ликвидированы.
Административная принадлежность
1929—1954 гг. — село Левковского сельсовета Пушкинского района.
1954—1957 гг. — село Жуковского сельсовета Пушкинского района.
1957—1960 гг. — село Жуковского сельсовета Мытищинского района.
1960—1962 гг. — село Жуковского (до 20.08.1960) и Пушкинского сельсоветов Калининградского района.
1962—1963, 1965—1994 гг. — село Пушкинского сельсовета Пушкинского района.
1963—1965 гг. — село Пушкинского сельсовета Мытищинского укрупнённого сельского района.
1994—2003 гг. — село Пушкинского сельского округа Пушкинского района.
2003—2006 гг. — село Царёвского сельского округа Пушкинского района.
С 2006 года — село сельского поселения Царёвское Пушкинского муниципального района Московской области.

## Достопримечательности
- Церковь Сергия Радонежского 1678 года постройки. Реставрировалась в 1950-м (архитектор Давид Л. А.) и 1980-м годах (архитектор Альтшуллер, Б. Л.)[22]. Является памятником архитектуры федерального значения как один из лучших образцов московского зодчества XVII века в Подмосковье —  Объект культурного наследия № 5010375000№ 5010375000